# Jan Urbanowicz
Jan Urbanowicz (ur. 14 lipca 1935 w Daszkiewicach, zm. 23 września 2006 w Koszalinie) – polski działacz partyjny i urzędnik państwowy, wojewoda koszaliński (1975–1981).

## Życiorys
Ukończył studia na Wydziale Filologii Uniwersytetu im. Adama Mickiewicza, po czym pracował w Uniwersytecie Ludowym Związku Młodzieży Wiejskiej (1958–1962), był także wiceprezesem Zarządu Wojewódzkiego ZMW w Koszalinie (1962–1964). W latach 1964–1975 zatrudniony na kierowniczych stanowiskach w lokalnym KW PZPR. W wyniku reformy administracyjnej 1975 objął obowiązki wojewody pomniejszonego województwa koszalińskiego. W latach 1976–1981 był zastępcą członka KC PZPR. W latach 80 z-ca red. naczelnego miesięcznika "Pobrzeże".
Odznaczony Krzyżem Kawalerskim Orderu Odrodzenia Polski.